# Steven Bauer
Steven Bauer (nacido como Esteban Ernesto Echevarría Samson, La Habana, 2 de diciembre de 1956) es un actor cubano-estadounidense que ha desarrollado toda su carrera en Estados Unidos.

## Biografía
En 1960, poco después del triunfo de la revolución cubana, y con solo tres años, emigró de Cuba junto a su familia hacia Miami, Florida. Su vocación original fue hacia la música, pero se hizo actor mientras estudiaba en el Miami-Dade Community College.
Posteriormente se trasladó a la Universidad de Miami, donde estudió en el Departamento de artes Teatrales y realizó representaciones en el Jerry Herman Ring Theatre. Posteriormente se mudó a Nueva York, donde tuvo como profesora de actuación a Stella Adler, apareciendo en algunas producciones de teatro.
Su primer papel importante fue el de Manolo Ray (Manny Ribera en la versión inglesa) en la conocida cinta de 1983 Scarface. Los productores de esta película le dieron el papel basándose en sus antecedentes cubanos. Su actuación le valió una candidatura a los Globos de Oro en la categoría de mejor interpretación de reparto. Scarface narra la vida de un inmigrante cubano que se introduce en el negocio ilícito de drogas.
Otro papel importante que desempeñó fue al capo del cartel llamado Don Eladio de la serie Breaking Bad.

### Datos personales
Bauer estuvo casado con la actriz Melanie Griffith desde mayo de 1982 hasta 1987. Tras divorciarse se casó con Ingrid Anderson en 1989. Tuvo un hijo con cada una de ellas. Su segundo matrimonio terminó en divorcio en 1991. Un año más tarde, se casó con su tercera esposa, Christiana Boney, de quien terminaría divorciándose también en 2002. Al año siguiente se casó con Paulette Miltimore, de quien se divorció en 2012.

## Filmografía
- Scarface (1983) .... Manny Ribera
- Valley Girl (1983)
- Thief of Hearts (1984) .... Scott Muller
- Running Scared (1986) .... Detective Frank Sigliano
- The sword of Gideon (1986)....Michael Anderson
- La bestia de la guerra (1988) .... Taj
- Wildfire (1988) .... Frank
- Al filo del abismo (1989) .... Al Lucero
- A Climate for Killing (1991) .... Paul McGraw
- Raising Cain (1992) .... Jack Dante
- Snapdragon (1993) .... David
- Woman of Desire (1993) .... Jonathan Ashby/Ted Ashby
- Stranger by Night (1994) .... Bobby Corcoran
- Improper Conduct (1994) .... Sam
- Terminal Voyage (1994) .... Reese
- Wild Side (1995) .... Tony
- Codename: Silencer (1995) .... Vinnie Rizzo
- Navajo Blues (1996) .... Nick Epps/John Cole
- Primal Fear (1996) .... Joey Pinero
- Plato’s Run (1997) .... Sam
- The Blackout (1997) .... Actor del estudio de Mickey
- Kickboxing Academy (1997) .... Carl
- Miami (1997)
- Naked Lies (1998) .... Kevin Dowd
- The Versace Murder (1998) .... Agente del FBI John Jacoby
- Star Portal (1998) .... Dr. Ray Brady
- Traffic (2000) .... Carlos Ayala
- Rave (2000) .... Antonio
- Forever Lulu (2000) .... Lou
- Glory Glory (2000) .... Jack
- El grito (2000, México/Estados Unidos) .... Ibarra
- The Learning Curve (2001) .... Mark York
- Speed Limit (2001) .... Jeff
- Malevolent (2002) .... Capitán Greg Pruitt
- Nola (2003) .... Leo
- Masked and Anonymous (2003) .... Edgar
- Doing Hard Time (2004) (V) .... Det. Anthony Wade
- Raptor Island (2004) .... Azir
- Ladrones y mentirosos (2005, Puerto Rico) .... Oscar
- The Lost City (2005) .... Castel
- La fiesta del Chivo (2005) .... Viñas
- Pit Fighter (2005) .... Manolo
- Hitters Anonymous (2005) .... Theodore Swan
- Keeper of the Past (2005, cortometraje) .... The Mayor
- How the Garcia Girls Spent Their Summer (2005) .... Victor Reyes
- The Nowhere Man (2005)
- The Kings of South Beach (2007)
- Behind Enemy Lines: Colombia (2009) General Manuel Valez
- Zenitram (2010, Argentina)
- Sins Expiation (2012)

### Televisión
* The Blacklist (2013-2023, temporada 10, capítulo 18 )... Vicente 
- Queen of the South (2017-2018, serie de televisión) .... Santos
- Better Call Saul (2017, serie de televisión) .... Don Eladio
- The Night Shift (2014, serie de televisión) 2 episodios
- Ray Donovan (2013) (TV) .... Avi
- Breaking Bad (2011, serie de televisión) .... Don Eladio
- El mentalista,  capítulo 12 , temp 5
- Cold Case (2009, serie de televisión) 1 episodio
- Planet Raptor (2007, telefilm) .... Capitán Mace Carter
- Raptor Island (2004, telefilm) .... Azir
- King of Texas (2002, telefilm) .... Menchaca
- UC: Undercover (2001, serie de televisión) .... Carlos Cortez
- Boss of Bosses (2001, telefilm) .... Vito Genovese
- For Love or Country: The Arturo Sandoval Story (2000, telefilm) .... Angel
- Warm Texas Rain (2000) (V) .... Rush
- Sisters and Other Strangers (1997, telefilm) .... Anthony Quintana
- Drive Like Lightning (1992, telefim)
- False Arrest (1991, telefilm) .... Detective Dan Ryan
- Sweet Poison (1991, telefilm) .... Bobby
- Wiseguy (1987, serie de televisión) .... Michael Santana (1990)
- Drug Wars: The Camarena Story (1990, miniserie) .... Enrique 'Kiki' Camarena
- Tales from the Hollywood Hills: A Table at Ciro's (1987, telefilm) .... Tony Montoya
- Sword of Gideon (1986, telefilm) .... Avner
- Alfred Hitchcock Presents (1985, serie de televisión) .... Jugador (episodio "Man From The South")
- An Innocent Love (1982, telefilm) (como Rocky Bauer) .... Duncan
- She's in the Army Now (1981, telefilm) (como Rocky Bauer) .... Nick Donato
- From Here to Eternity (1980, serie de televisión) (como Rocky Echevarria) .... Soldado Ignacio Carmona
- ¿Qué pasa, USA? (1977, serie de televisión) (como Rocky Echevarría) .... José 'Joe' Peña